# Lascha Gudschedschiani
Lascha Gudschedschiani (georgisch ლაშა გუჯეჯიანი; * 12. August 1985) ist ein ehemaliger georgischer Judoka. Er war 2005 und 2007 Weltmeisterschaftsdritter und 2007 Europameisterschaftszweiter im Schwergewicht.

## Sportliche Karriere
Lascha Gudschedschiani war 2003 Zweiter der U23-Europameisterschaften und gewann bei den U20-Europameisterschaften. 2004 belegte er den siebten Platz bei den Europameisterschaften. Bei den Olympischen Spielen in Athen schied er in seinem Auftaktkampf gegen den Türken Selim Tataroğlu aus. Drei Wochen nach den Olympischen Spielen unterlag er im Finale der U20-Europameisterschaften dem Ungarn Barna Bor. Im Oktober gewann Gudschedschiani im Finale der Junioren-Weltmeisterschaften gegen Barna Bor.
Bei den Europameisterschaften 2005 unterlag Gudschedschiani im Viertelfinale gegen den Niederländer Dennis van der Geest und schied dann in der Hoffnungsrunde aus. Bei den Weltmeisterschaften in Kairo verlor Gudschedschiani im Viertelfinale gegen den Japaner Yasuyuki Muneta. In der Hoffnungsrunde bezwang er Dennis van der Geest und den Iraner Mohammad Reza Roudaki, im Kampf um Bronze besiegte er den Italiener Paolo Bianchessi. Im November 2005 gewann Gudschedschiani den Titel bei den U23-Europameisterschaften. 2006 war ein schwächeres Jahr für Lascha Gudschedschiani, Ende des Jahres gewann er seinen einzigen georgischen Meistertitel.
2007 erreichte er bei den Europameisterschaften in Belgrad das Finale und unterlag dem Franzosen Teddy Riner. Fünf Monate später verlor Gudschedschiani bei den Weltmeisterschaften in Rio de Janeiro bereits im Achtelfinale gegen den Russen Tamerlan Tmenow. Mit drei Siegen in der Hoffnungsrunde erreichte Gudschedschiani den Kampf um Bronze, den er gegen den Chinesen Wei Xiangjun gewann. 2008 erreichte Gudschedschiani bei den Europameisterschaften in Lissabon das Halbfinale. Nach Niederlagen gegen Paolo Bianchessi und den Franzosen Pierre Robin belegte er den fünften Platz. Bei den Olympischen Spielen in Peking erreichte er das Halbfinale mit einem Sieg über Mohammad Reza Roudaki. Nach seiner Halbfinalniederlage gegen den Japaner Satoshi Ishii verlor Gudschedschiani auch den Kampf um Bronze gegen Teddy Riner. Der von Surab Swiadauri trainierte Gudschedschiani wurde 2010 noch einmal Siebter der Weltmeisterschaften. 2012 beendete er seine Karriere.